# 粗头壮绵鳚
粗头壮绵鳚，為輻鰭魚綱鱸形目绵鳚亞目绵鳚科的一種，分布於東大西洋區，從法國比斯開灣至茅利塔尼亞海域，屬底棲性魚類，棲息深度900-2191公尺，體長可達54公分。

## 扩展阅读
維基物種上的相關：粗头壮绵鳚